# Janez
Janez ist ein slowenischer Name.

## Herkunft und Bedeutung
Janez ist die slowenische Variante des männlichen Vornamens Johannes. Kurzformen sind Anže und Janž. Daneben werden von Jean abgeleitete Formen wie Žan, Žane und Žanko verwendet, sowie aus dem Englischen abgeleitete Formen wie Džon und Džek. Žan ist in der Alterskohorte von 1991 bis 2015 der vierthäufigste Männername.

## Namensträger

### Vorname
- Janez Bernik (1933–2016), slowenischer Maler und Grafiker
- Janez Brajkovič (* 1983), slowenischer Radrennfahrer
- Janez Cvirn (1960–2013), slowenischer Historiker
- Janez Drnovšek (1950–2008), slowenischer Politiker und Staatsmann
- Janez Drozg (1933–2005), slowenischer Fernseh- und Filmregisseur
- Janez Janša (* 1958), slowenischer Politiker und Vorsitzender der Slowenischen Demokratischen Partei
- Janez Lapajne (* 1967), slowenischer Filmregisseur
- Janez Lenarčič (* 1967), slowenischer Diplomat und Politiker
- Janez Marič (* 1975), slowenischer Biathlet
- Janez Baptist Novak (1756–1833), slowenischer Komponist
- Janez Ožbolt (* 1970), slowenischer Biathlet
- Janez Potočnik (* 1958), slowenischer Politiker und EU-Kommissar
- Janez Puh (1862–1914), slowenischsprachiger österreichischer Maschinenbauingenieur und Industrieller
- Janez Strajnar (* 1971), slowenischer Fußballtorhüter
- Janez Vajkard Valvasor (1641–1693), slowenischer Polyhistor, Topograph und Historiker

### Familienname
- Grigori Wladimirowitsch Janez (* 1948), sowjetischer Fußballspieler